# 水藤寛
水藤 寛（すいとう ひろし、1961年10月 - ）は、日本の数学者。 東北大学材料科学高等研究所教授。研究分野は、数値解析、数値シミュレーション、流体力学など。

## 来歴・人物
- 1961年、長野県上田市生まれ
- 1980年、長野県上田高等学校卒業後、千葉大学理学部物理学科入学
- 1986年、同大学理学部物理学科卒業
- 1988年、コムコにシステムエンジニアとして入社。
- 1990年、同社退職
- 1990年、計算流体力学研究所入社
- 1996年、千葉大学大学院自然科学研究科博士後期課程入学
- 1997年、計算流体力学研究所退職
- 1998年、千葉大学大学院自然科学研究科博士後期課程修了
- 1998年、同大学工学部都市環境システム学科助手
- 2002年、岡山大学環境理工学部環境数理学科助教授
- 2004年、同大学大学院自然科学研究科助教授
- 2005年、同大学廃棄物マネジメント研究センター助教授
- 2008年、同大学大学院環境学研究科准教授
- 2010年、同大学大学院環境学研究科教授
- 2012年、同大学大学院環境生命科学研究科教授
- 2017年、東北大学材料科学高等研究所 教授／Principal Investigator

2013年、『第2回藤原洋数理科学賞』（後援：日本数学会と日本応用数理学会）を受賞した。同賞は、現実社会に有益な数学の理論を構築した研究者や社会の発展に有用な応用を見出した研究者らに贈られるものであり、水橋氏は｢数理科学を用いた大動脈血流に関わる病態メカニズムの研究｣で同賞を受賞。

また、戦略的創造研究推進事業(CREST)｢放射線医学と数理科学の協働による高度臨床診断の実現｣の研究代表者でもある。

## 受賞
- 『第2回藤原洋数理科学賞』（2013年）[1]